# 斯科普里市徽
斯科普里市徽是北马其顿共和国首都斯科普里的市徽，呈一盾形。上部呈半拱型凹入，左右两肩为斜线，底部的两条拱形弧线以一个尖点相连。盾形中央的图案是斯科普里的地标石桥、瓦爾達爾河、斯科普里城堡和远景的雪山。